# Sitrama de Tera
Sitrama de Tera es una localidad española del municipio de Santibáñez de Tera, en la provincia de Zamora, y la comunidad autónoma de Castilla y León.
Fundada a mediados del siglo X durante la repoblación del valle del Duero, pertenece desde entonces a la comarca de Benavente. Está situada a orillas del río Tera y por ella discurren dos importantes vías de comunicación: la carretera nacional N-525 y la autovía de las Rías Bajas. Es tierra de viñedos, que producen vino desde hace siglos en numerosas bodegas particulares e incluso comerciales.
Ocupa un pequeño territorio de 8,7 km2 y su población no superó nunca los 450 habitantes. A pesar de ello, logró ser un pueblo con ayuntamiento propio durante muchos años. Finalmente, tras varias décadas de lento pero continuo declive demográfico tuvo que perder su autonomía e integrarse en el municipio de Santibáñez de Tera.
Su principal atractivo lo constituye la cercanía al río Tera, donde se ha establecido una playa fluvial a escasos metros del pueblo. Destaca la iglesia parroquial de San Miguel, con una mezcla de estilos de diferentes épocas, y en la que resalta un magnífico artesonado mudéjar del siglo XIII.

## Topónimo
El nombre del pueblo aparece por primera vez como Siatrama en 1096, y como Sietrama en 1333. A partir de 1446 se estabiliza en Sitrama, aunque durante algunas décadas alterna con Sytrama para distinguir la letra i de la t. En algunos mapas y catálogos de siglos posteriores, sobre todo extranjeros, figurará como Sistrama.
Puesto que el latín sĕptem, con E breve, se convirtió en el castellano y asturleonés siete, eso ha llevado a proponer para Sitrama la posible etimología *sĕptemrama "siete ramas". El numeral siete aparece en algunos topónimos para indicar abundancia de algo: Sietefuentes en Turón; Setefuentes en San Cibrao da Repostería; Sietecerros en Brunete; Sietecantos en Geria. En caso de que el número sea literal, se desconoce a qué siete ramas se puede referir. Tal vez se pudiera referir a que el río Tera se bifurcaba en siete mangas o cauces estrechos a su paso por ese punto. Pero en todos esos casos se esperaría una forma de plural, *Sietramas, que no aparece en ninguna parte.
Se ha pensado incluso en que el nombre se refiere a la Menorah, el candelabro hebreo de siete brazos, con lo que el pueblo habría sido fundado por judíos llegados de Al-Ándalus junto con los mozárabes que ayudaron a repoblar la comarca de Benavente. Aunque no es imposible (se han contado más de veintiún asentamientos judíos en la provincia de Zamora durante la Edad Media, y muchos más en las vecinas León y Valladolid), no hay ninguna constancia de ello.
Una opción más probable es que el nombre podría proceder de *Sĕpterama o *Sĕptirama, de origen prerromano y tal vez emparentado con Sĕptimanca > Simancas. La segunda parte (-rama) quizá tenga alguna relación con otros topónimos prerromanos, como Jarama o Meirama. También se ha sugerido la posibilidad de que derive del latín saeptum > sēptum «recinto, cercado», pero lo impiden razones fonéticas: sēptum, con E larga, habría derivado en *Setrama, sin posibilidad de diptongar a siat-, siet- ni de convertirse en sit-.

## Geografía

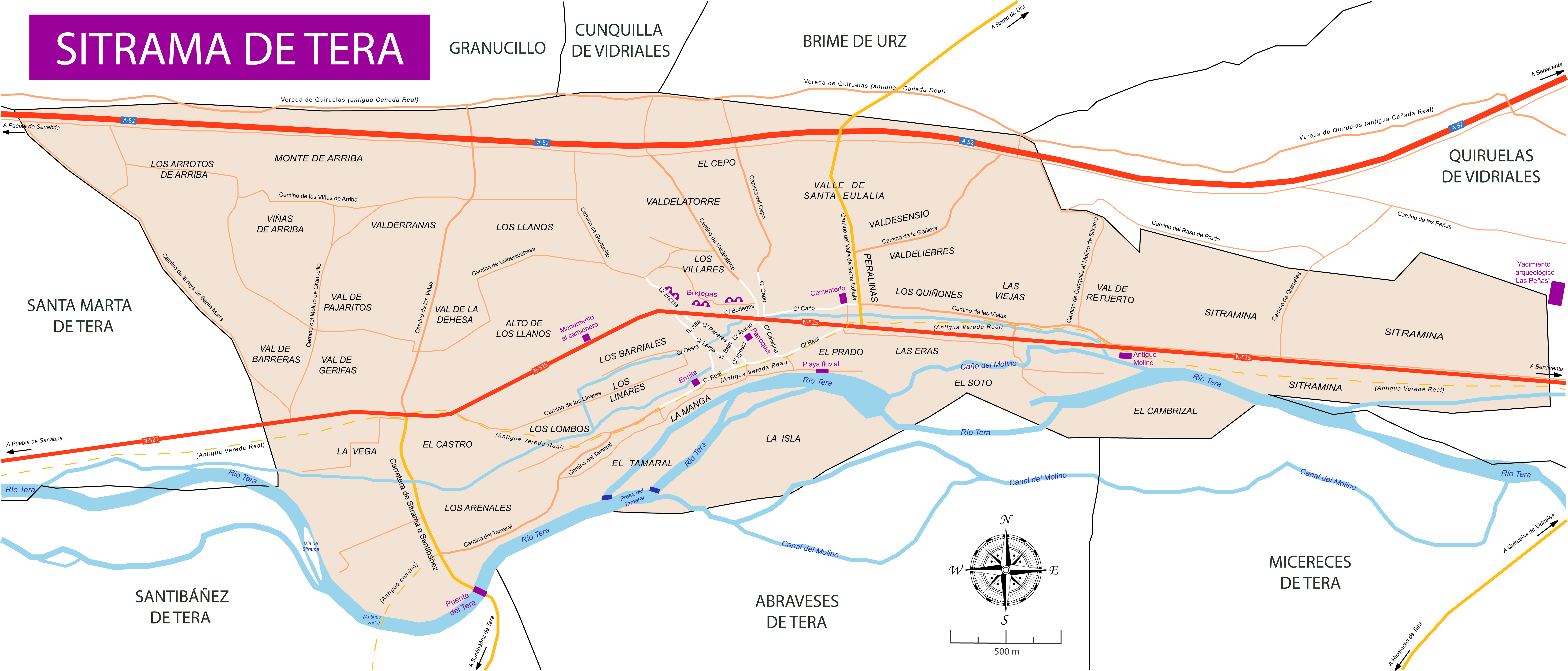
Mapa de Sitrama de Tera

Se encuentra situada en la margen izquierda del valle del río Tera, en un llano rodeado de terrenos fértiles a los pies de un sistema de monte bajo que discurre paralelo al río. Pertenece a la comarca natural de Benavente y Los Valles, que está situada geográficamente dentro del ángulo noroeste de la submeseta Norte peninsular.
La orilla izquierda de la vega del Tera es menos fértil que la derecha, por cuanto el monte discurre más cerca y el terreno es más abrupto y seco. El resultado es que entre Vega de Tera y Sitrama sólo hay tres pueblos más en el margen izquierdo (Calzada, Camarzana y Santa Marta de Tera), mientras que en el margen derecho hay 9 pueblos en el mismo recorrido (Olleros, Calzadilla, Pumarejo, Melgar, Santa Croya, Santibáñez, Abraveses, Micereces y Aguilar de Tera).
Un aspecto destacable de Sitrama es que se halla en el punto donde la distancia entre el río y el monte es más estrecha. Eso ha provocado que el pueblo se halle encajonado entre ambos accidentes geográficos, hasta el punto de que las calles principales discurren en pendiente. Esa característica se refleja en las dos partes en las que tradicionalmente se ha dividido el pueblo: el barrio de Arriba, desde la carretera hasta poco más allá de la travesía Alta, y el barrio de Abajo, alrededor de la plaza y la iglesia. Las consecuencias han sido que el espacio destinado a viviendas y cultivos ha sido siempre escaso, lo que ha limitado su crecimiento demográfico y económico.

### Ubicación
| Noroeste: Granucillo        | Norte: Brime de Urz y Cunquilla de Vidriales | Noreste: Quiruelas de Vidriales |
| Oeste: Santa Marta de Tera  |                                              | Este: Quiruelas de Vidriales    |
| Suroeste:Santibáñez de Tera | Sur: Abraveses de Tera                       | Sureste: Micereces de Tera      |

### Relieve

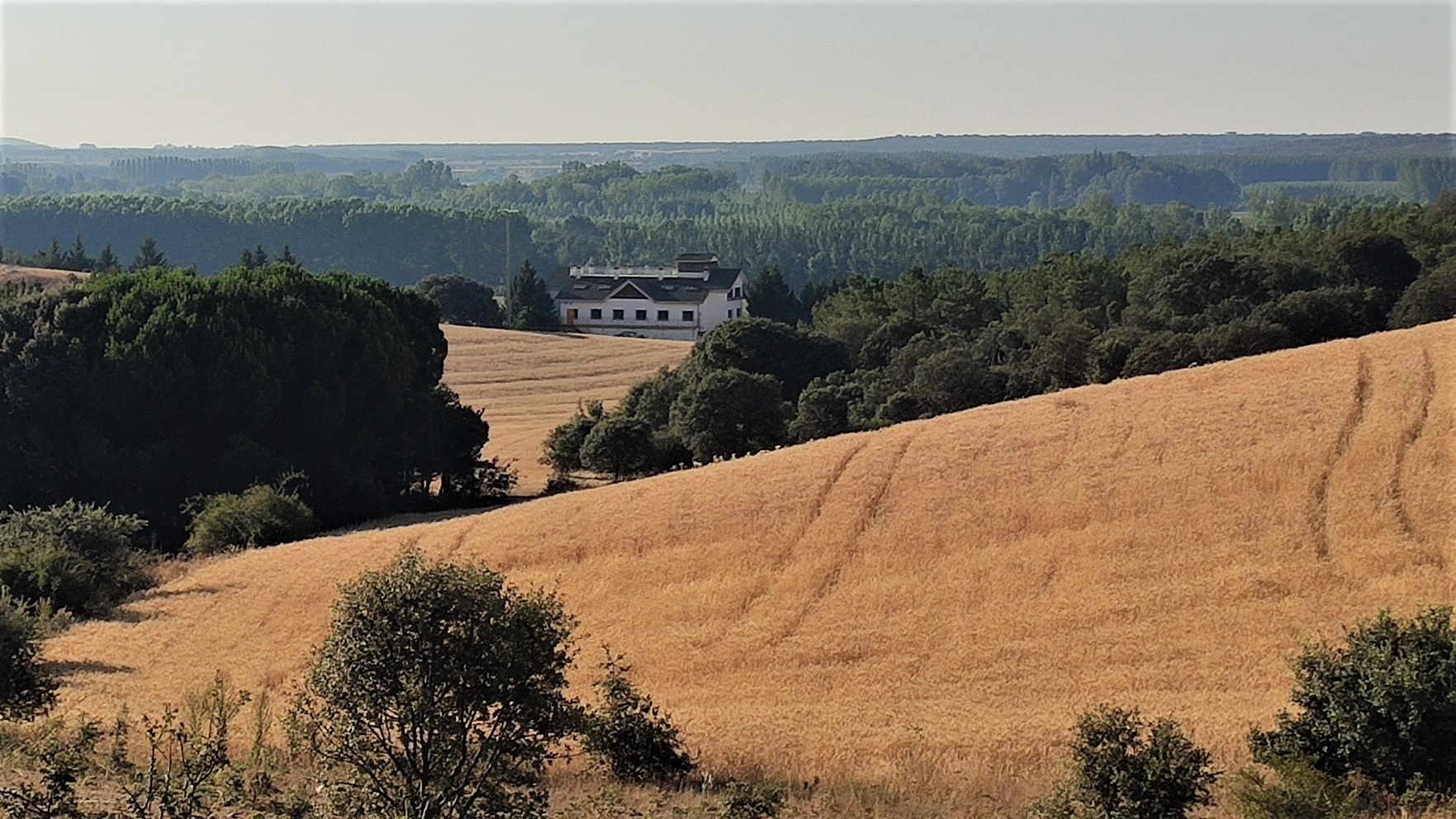
Monte de Sitrama en el Alto de los Llanos, con el río Tera al fondo

La comarca de Benavente y los Valles está formada por antiguos sedimentos que han dado lugar a un terreno arcilloso y blando, de un color entre anaranjado y rojizo. Los diversos ríos que la cruzan han creado valles alargados y relativamente anchos a unos 750 metros de media sobre el nivel del mar. Tienen forma de artesa, con unos márgenes constituidos por plataformas planas y pedregosas que se elevan entre 50 y 130 metros sobre la llanura del fondo, y que separan los valles entre sí. Los suelos de dichas plataformas (lo que se llama genéricamente El Monte) son ácidos, sueltos y de gran porosidad, sujetos a la aridez y la erosión. En las proximidades de los pueblos se cultivan viñedos y cereales, mientras que en las zonas más alejadas se conservan superficies relativamente extensas de bosques de encina y roble, que sobre estos suelos arcillosos resiste bien la aridez del verano.

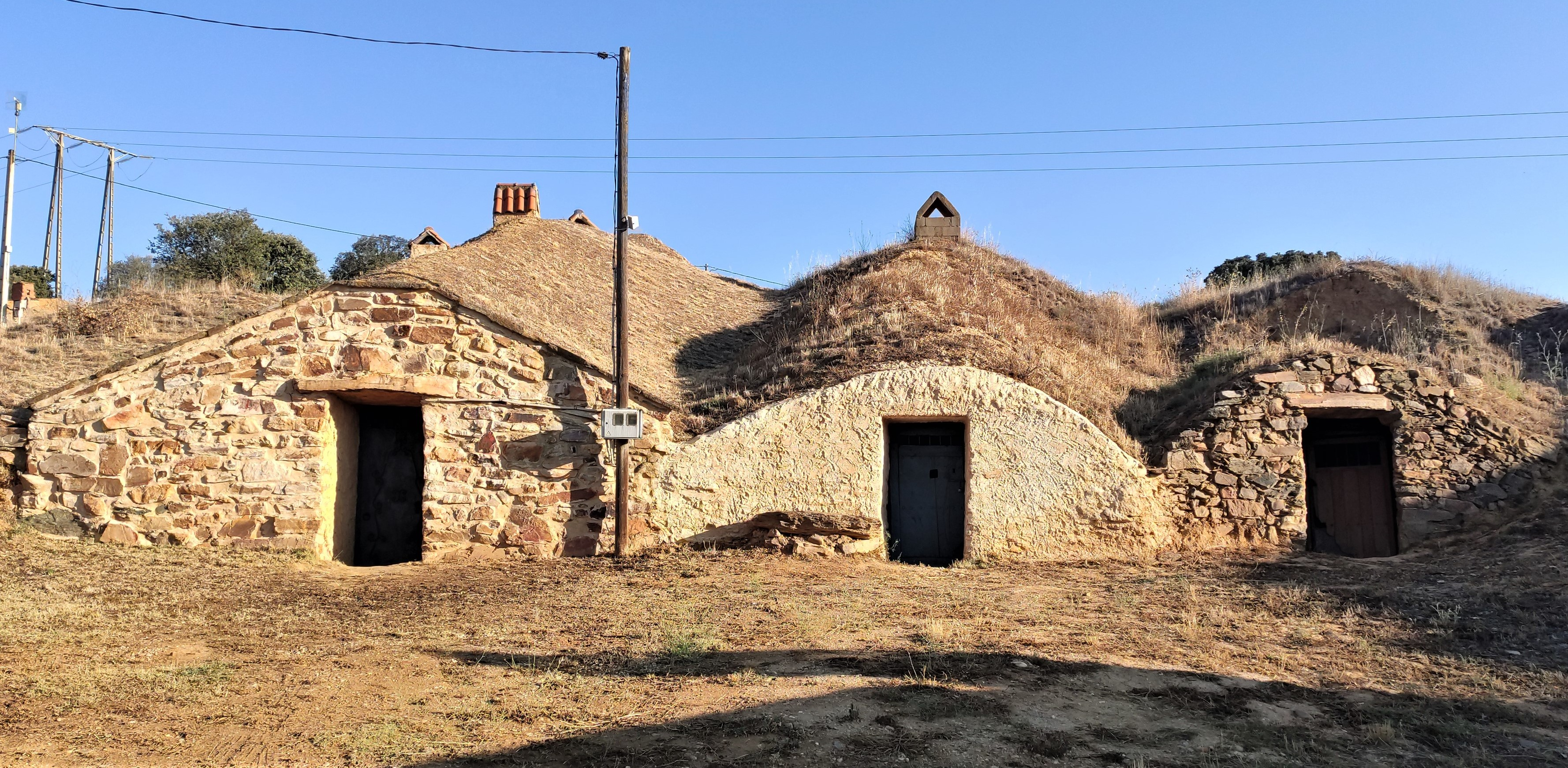
Bodegas de Sitrama de Tera

En el caso concreto de Sitrama, la llanura fluvial junto al río Tera se halla a una media de 715 metros de altura, mientras que el Monte que lo rodea por el norte tiene una altitud media de 760 metros. El punto más bajo se encuentra a 711 metros, donde el río abandona el término municipal por Sitramina, al este, mientas que el punto más alto está a 767 metros en el Monte de Arriba, al noroeste.
La arcilla ha tenido una gran importancia en la historia de Sitrama y los demás pueblos de la comarca. No sólo ha servido para fabricar el adobe con el que se construían las viviendas tradicionales y excavar las bodegas subterráneas típicas, sino que también ha determinado los cultivos agrícolas. Así mismo, ha permitido que los ríos fluyan suavemente, sin límites ni obstáculos, lo que ha tenido efectos devastadores con frecuentes riadas.

### Hidrografía

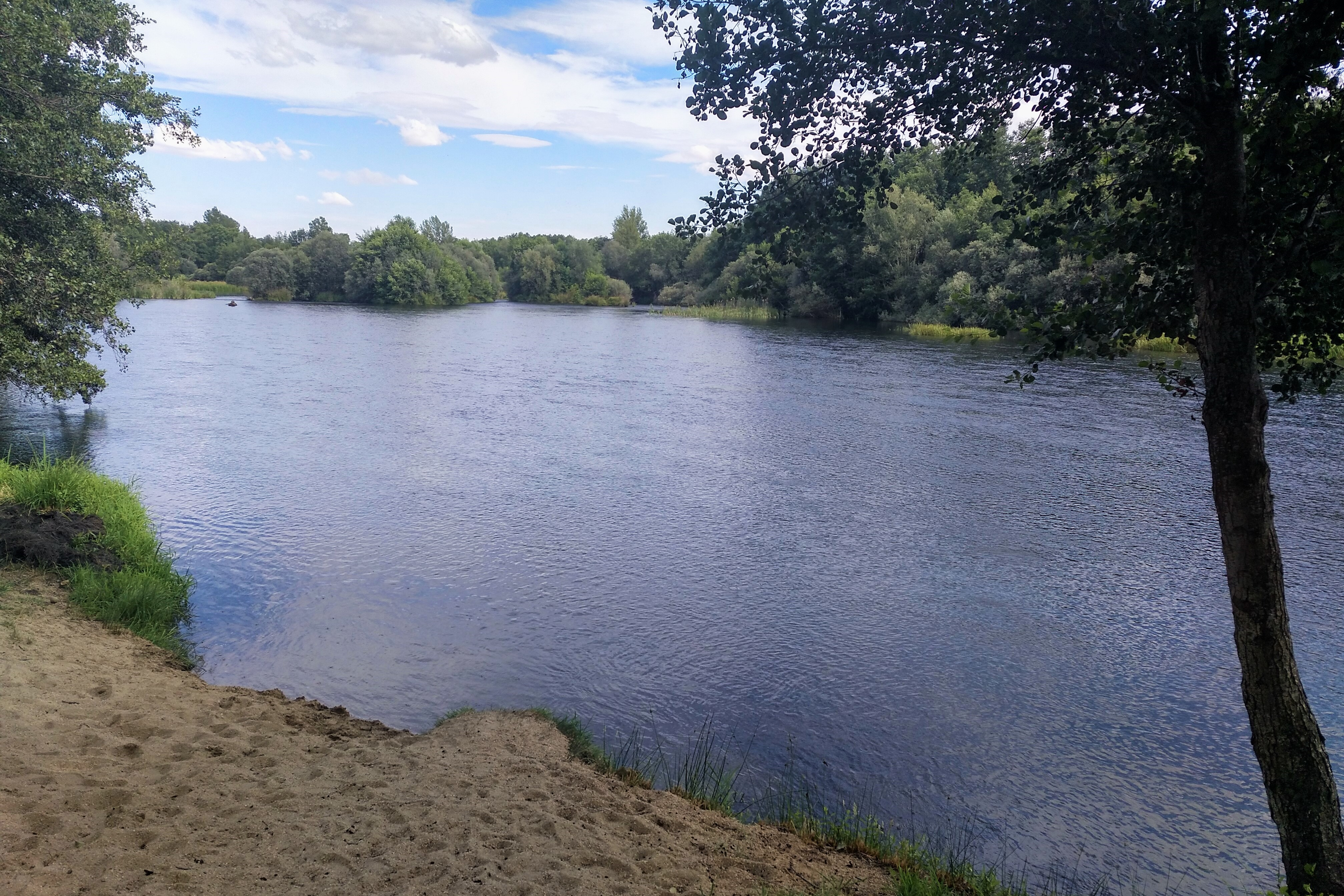
Playa fluvial de Sitrama en el Tera

Sitrama se halla en el curso inferior del río Tera, que justo a partir de aquí deja su recorrido hacia el este desde Sanabria y toma el rumbo sudeste hasta su desembocadura en el Esla, en el término de Bretocino.

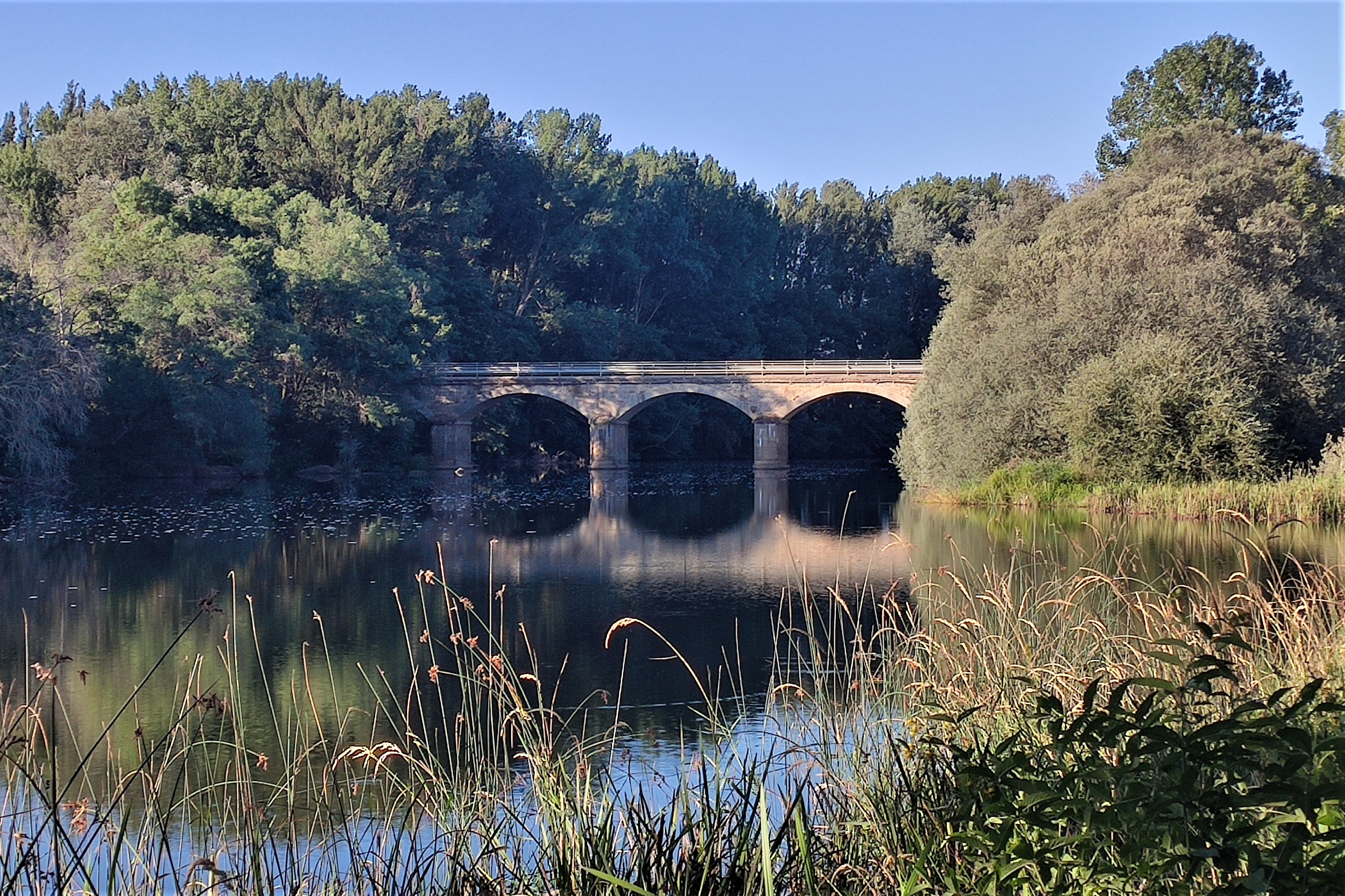
Puente de Santibáñez desde el Tamaral.

El río pasa muy cerca del pueblo, lo que ha provocado numerosas crecidas y riadas a lo largo del tiempo. La peor que se recuerda fue la que sucedió en la Navidad de 1909, cuando todo el noroeste peninsular sufrió inundaciones catastróficas. En la comarca de Benavente, provocó enormes daños en Santa Cristina de la Polvorosa y arrasó por completo Abraveses. En Sitrama destruyó el molino y doce casas, y numerosas fincas y sembrados quedaron convertidos en un enorme barrizal. Los embalses construidos en el curso superior del Tera han controlado los desbordamientos, aunque no los han evitado por completo.
En la actualidad, tanto el curso inferior del río Tera como los arroyos que desembocan en él (el Regato y el Almucera) presentan numerosos obstáculos, lo que provoca inundaciones periódicas y un deterioro ecológico. Para remediarlo, se ha emprendido una gran obra en forma de eliminación de motas y escolleras fluviales, así como la limpieza y apertura de antiguos brazos secundarios, además del desbroce de la vegetación de ribera.

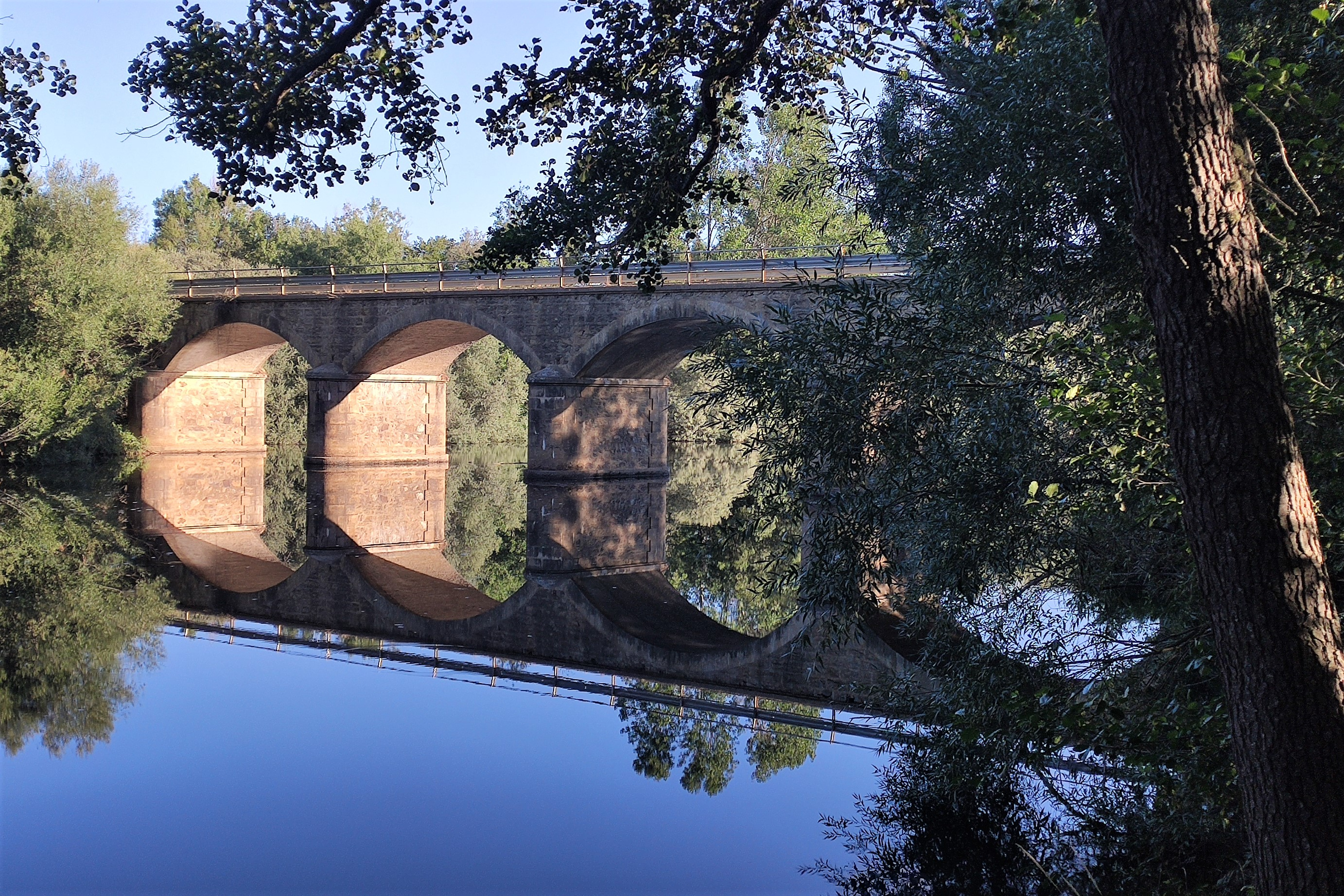
Puente entre Sitrama y Santibáñez

Al estar la comarca de Benavente surcada por varios cursos fluviales (los ríos Esla, Órbigo, Eria, Tera y Castrón, además del arroyo Almucera), que en determinadas épocas se volvían muy caudalosos, durante siglos fue necesario utilizar diversos medios para cruzarlos. Los puentes de madera eran escasos, puesto que se arruinaban continuamente con las crecidas de los ríos, y había que dedicar mucho esfuerzo y dinero a su mantenimiento.
El sistema más habitual eran las barcas o balsas para pasar, previo pago, personas, mercancías y ganado de una orilla a otra. Entre Sitrama  y Santibáñez hubo también una para cruzar el Tera a la altura del Tomillar de los Arenales, unos 500 metros aguas arriba del actual puente. Su propiedad y derechos de uso dio origen a diversos pleitos.  El último tuvo lugar en 1815, cuando los vecinos de Sitrama se apoderaron de la barca porque Santibáñez no había renovado el arrendamiento del puerto de atraque. Los tribunales otorgaron a Santibáñez la propiedad de la barca, pero a Sitrama la del puerto, y les exhortaba a buscar un entendimiento.
De este modo, en 1816 Sitrama y Santibáñez acordaron construir un pontón de madera en el lugar por donde cruzaba la barca. Tras ser derribado en parte por las riadas, en 1853 acordaron reconstruirlo también en madera, pero asentado en dos pilares de piedra en el centro, en una obra mancomunada para la que contrataron a un maestro albañil de Santiago de Compostela. Fue un parche temporal: sólo tres años después, en 1856, el nuevo puente ya tenía las pilastras de piedra «una arruinada y otra bastante deteriorada». Finalmente, en 1906 el ayuntamiento de Micereces (donde estaba integrado Santibáñez por entonces) acometió en el punto actual la construcción de un puente íntegramente de piedra de arcos escarzanos . La obra estaba financiada a medias por el Estado y la Diputación de Zamora, mientras que los municipios se encargarían del «acarreo de materiales y la prestación personal necesaria». Los arcos se terminaron en 1909 y para 1917 tendrían que haber rematado la obra, pero aun en ese año faltaba la baranda y el refuerzo de los estribos. De este modo, las continuas dificultades técnicas y económicas retrasaron su completa finalización al menos hasta 1921.
El control de ese tramo del río Tera contribuía a la riqueza de Sitrama, pero tenía la obligación de compartirlo con los pueblos vecinos del valle de Vidriales. Granucillo tenía arrendado un molino en el Tomillar de los Arenales, cerca de la actual playa de la Tablada, en Santibáñez, al que accedía por el «Camino del Molino de Granucillo». Por su parte, Cunquilla de Vidriales tenía en arriendo tanto el molino anterior como el propio de Sitrama, en Sitramina, al que llegaba por el «Camino de Cunquilla al Molino de Sitrama». En los tiempos de sequía Sitrama restringía el acceso de sus vecinos a la preciada agua, lo que era motivo de conflictos y pleitos. En cuanto a Brime de Urz, accedía a las aguas del Tera en el Tamaralico, una franja de terreno enfrente de Sitramina, entre el río y el Canal del Molino; durante mucho tiempo Sitrama sostuvo que ese terreno era suyo y que debía cobrar los arriendos, hasta que los tribunales concedieron la propiedad a Micereces.
En la parte oriental de Sitrama, en Sitramina, se halla una planta potabilizadora del agua del Tera, que desde 2010 da suministro a los pueblos de la Mancomunidad ETAP Benavente y los Valles.    

### Naturaleza

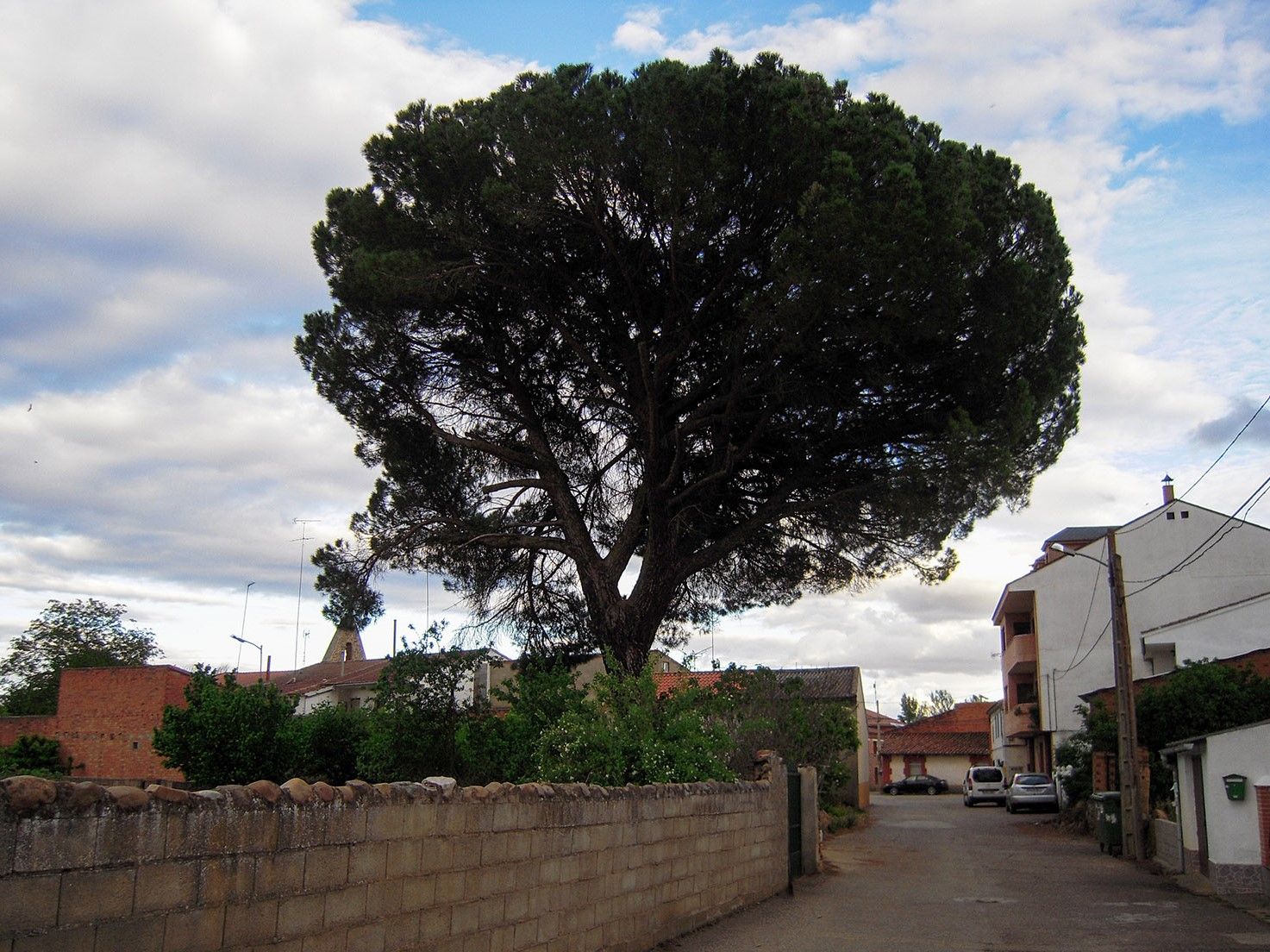
Gran pino de Sitrama de Tera

El curso inferior del río Tera forma un paisaje de ribera en el que predominan plantaciones de chopos junto a la vegetación característica del bosque en galería, formada por álamos, sauces y alisos. En las orillas del río aparecen especies arbustivas propias de lugares húmedos como junqueras, paleras y mimbreras. Como contraste, en las zonas altas de sus terrazas fluviales el paisaje es totalmente diferente, integrado por una vegetación de dehesa en la que predominan la encina, el sotobosque y el monte bajo de jara y tomillo.
A un paso de Sitrama, en la ribera del río se halla el Tamaral, que era una zona de pastos de otoñada. Tradicionalmente se cerraba al pastoreo comunal en primavera y verano. Ahora hay un conjunto de fresnos, alisos y algunas pequeñas choperas, con más de 50 años de antigüedad, aunque se han producido talas que han arrancado muchos ejemplares.
Sin embargo, el ejemplar más destacable se halla en pleno casco urbano del pueblo. Allí se levanta un monumental pino piñonero de doce metros de altura que destaca sobre las casas y llama la atención incluso desde la carretera. Se le atribuye una antigüedad de 85 a 100 años, y creció a partir de un plantón traído desde Morales del Rey. Es tan grande que sus raíces se han extendido a la finca de un vecino, por lo que este exigió que había que talarlo. Debido a la singularidad del árbol, sus dueños lo cedieron en 2007 al ayuntamiento, que desde entonces se encarga de su protección.
En la zona de las bodegas, la cuesta de la Encina debe su nombre a una gran encina que dominaba el pueblo desde hacía siglos. La noche del 15 al 16 de febrero de 1941, un violentísimo huracán azotó la península ibérica con vientos de más de 150 km/h, que propagaron un incendio que destruyó la ciudad de Santander. En Sitrama y alrededores, arrancó árboles, tejados, e incluso mató animales en el monte. Y la gran encina, que había sobrevivido a todo tipo de guerras, sequías y desastres, no pudo resistir el vendaval y acabó arrancada de cuajo.

### Comunicaciones

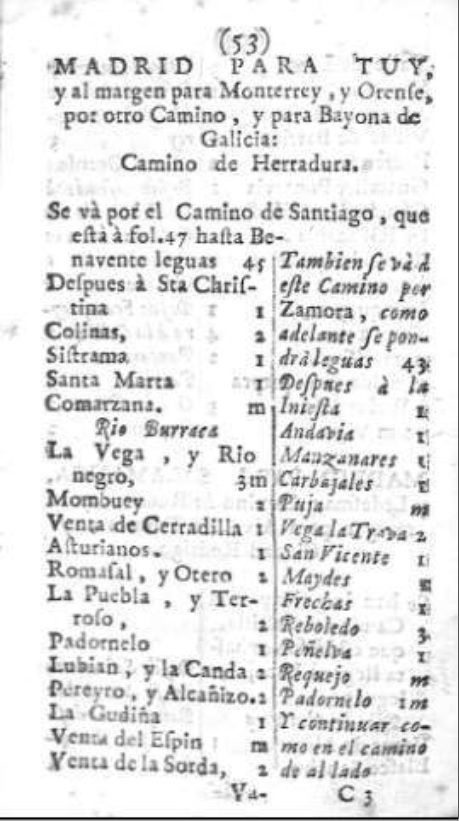
Ruta de Madrid a Tuy de 1798. Sitrama aparece como Sistrama

Sitrama se halla a 68 kilómetros de Zamora y a 20 kilómetros de Benavente.

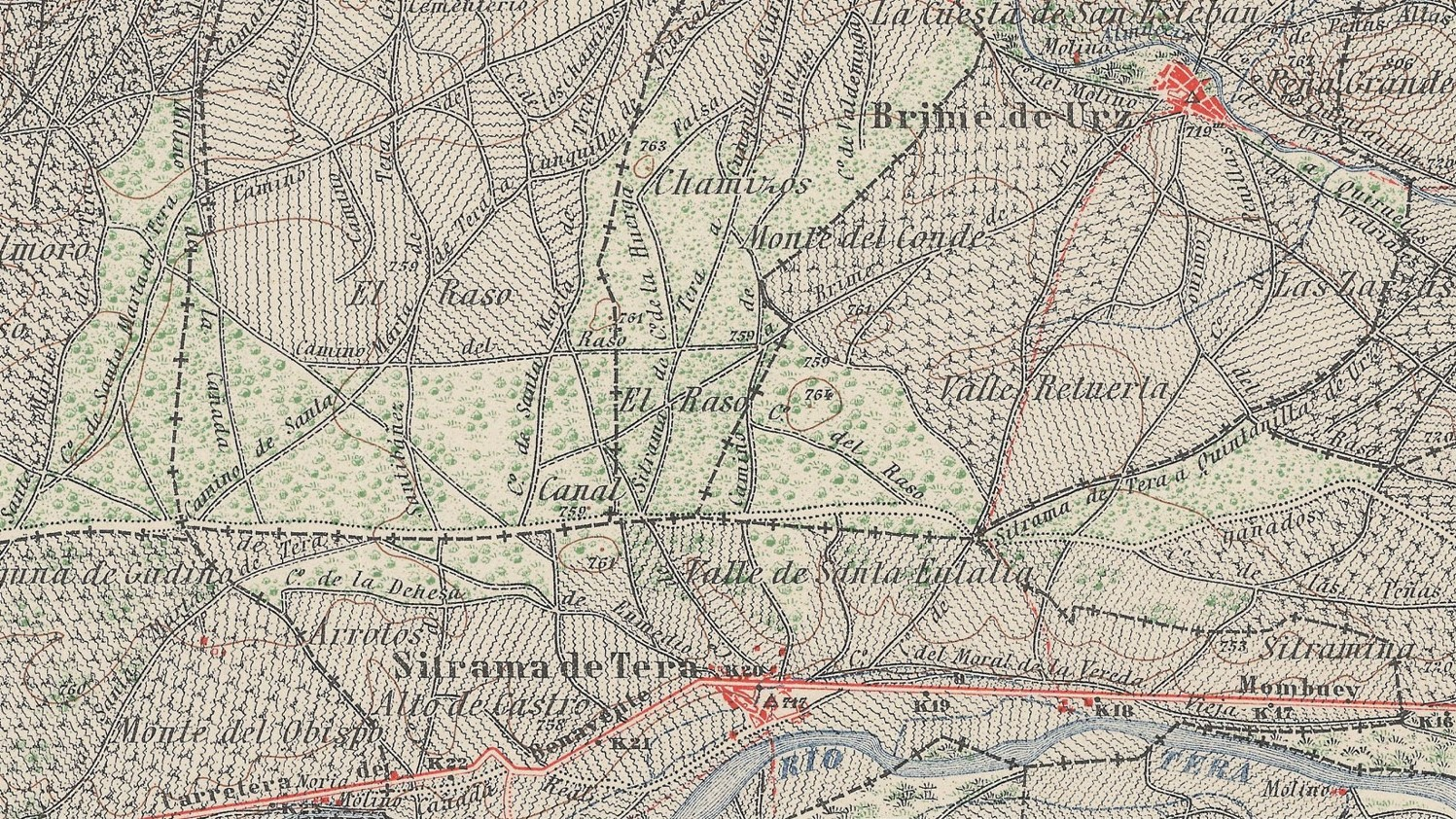
Detalle del Mapa Topográfico Nacional de 1941. Se ve cómo la Vereda Real entraba en Sitrama junto al río, y por el monte iba la Cañada Real del Ganado

Ha sido un lugar de paso desde hace muchos siglos, al estar situada en la ruta que conecta la Tierra de Campos con Galicia. Por aquí cruza una de las vías ganaderas más importantes de la provincia de Zamora: el Cordel Sanabrés o Cañada Real Sanabresa. Arranca de la cañada de la Vizana en Benavente. Después de cruzar Santa Cristina de la Polvorosa, llega a Quiruelas de Vidriales. Desde allí se desvía al monte, donde marca el límite entre el territorio de Sitrama con los de Brime de Urz, Cunquilla y Granucillo. Va esquivando los pueblos y los sembrados de la vega hasta San Pedro de Ceque, desde donde baja hacia Milla de Tera. Una vez allí, sigue el curso del Tera hasta llegar a los pastos de Sanabria. Por tan importante vía de comunicación, además de rebaños trashumantes, pasaban los ganaderos que iban a las ferias. Hoy día, la ancestral ruta pecuaria se llama Vereda de Quiruelas a su paso por Sitrama y discurre junto a la autovía de las Rías Bajas. Antes era una amplia banda de pastizales pero la han invadido las encinas tras dejar de ser transitada por los rebaños.
En paralelo a ella, pero a orillas del río, discurría la Vereda Real del Tera entre Benavente y Puebla de Sanabria, donde enlazaba con los caminos que llevaban a Galicia. Esta ruta partía de Benavente hacia Santa Cristina de la Polvorosa, llegaba hasta Villanázar, seguía la ribera del Tera hasta el puente de Micereces, donde continuaba junto a la actual N-525 hasta el cementerio de Sitrama. Una vez allí, entraba en el pueblo por la calle Real, seguía la ribera del río y, tras pasar la ermita, cruzaba los Linares hasta el Castro, desde donde seguía hacia Santa Marta de Tera. Por aquí marchaban los viajeros entre Galicia y Castilla, como Felipe el Hermoso y su esposa Juana la Loca con toda su corte, cuando venían del puerto de La Coruña para hacerse cargo del gobierno de Castilla tras la muerte de Isabel la Católica.

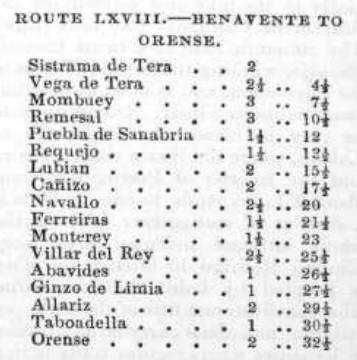
Ruta entre Benavente y Orense según una guía inglesa de 1845. Sitrama aparece como Sistrama.

En el archivo de la Real Chancillería de Valladolid hay un mapa de 1782a propósito de un pleito sobre el aprovechamiento de las aguas del Tera que enfrenta a los vecinos de Sitrama, Brime de Urz, Quiruelas, Abraveses, Micereces y Aguilar de Tera. Ahí se muestra la Bereda Real de la Puebla de Sanabria para la Villa de Benavente, que se puede observar cómo discurre entre el pueblo y el río: es decir, por la calle Real, a lo cual debe su nombre. Esa ruta se integró más adelante en una más amplia entre Madrid y Tuy, donde Sitrama aparece como Sistrama.
En la ruta entre Benavente y Orense, Sitrama es el primer pueblo que recibe el apellido "de Tera", ya que a partir de aquí el río discurre en paralelo a la carretera. En el Manual para viajeros por España de Richard Ford de 1845, se dice de Sitrama (escrito otra vez Sistrama) que:

After leaving Benavente y recrossing the Esla, at Sistrama, the beautiful Tera flows to the left, and is tracked upwards by its lovely Vega.

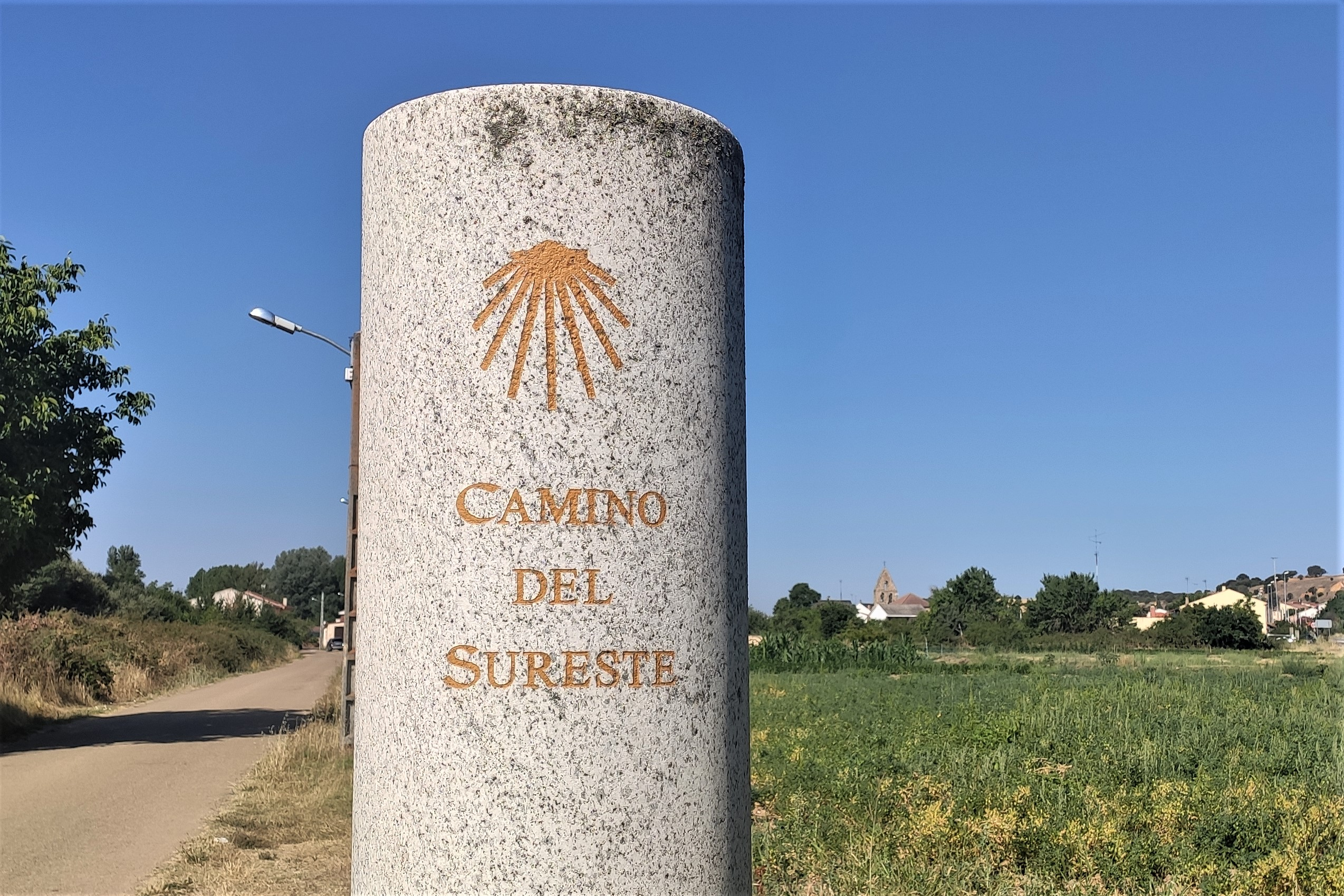
Camino de Santiago por la antigua Vereda Real de Sitrama de Tera.

[Tras dejar Benavente y volver a cruzar el Esla, a la altura de Sistrama el hermoso Tera fluye a la izquierda, y la ruta remonta su curso junto a su encantadora vega].

Hacia 1862, sobre la parte superior de la Vereda Real se construyó un tramo de la carretera regional 106, que enlazaba Tórtoles de Esgueva (Burgos) y Santiago de Compostela a través de Palencia, Benavente, Verín y Orense.  En 1939, el tramo de Sitrama pasó a pertenecer a la carretera comarcal C-620 entre Benavente y Mombuey. Fue ensanchada en 1971, y al discurrir por la parte alta del pueblo provocó la expropiación de numerosas fincas y bodegas. Debido a su creciente importancia como parte de los accesos a Galicia, en 1988 se convirtió en carretera nacional y se integró en la N-525. Fue un gran foco de tráfico y accidentes, pero que también dio mucha vida al pueblo hasta la construcción de la Autovía de las Rías Bajas. La parte inferior de la Vereda Real ahora constituye la calle Real entre el Prado y la Rasera, desde donde se vuelve a unir con la carretera general a la altura del Castro. 
En la actualidad, aprovechando el interés por el Camino de Santiago se han unificado los senderos de la antigua Vereda Real, para formar una ruta de enlace del Camino de Santiago del Sureste con el Camino Sanabrés.
Este carácter de "tierra de paso" ha marcado profundamente la demografía de Sitrama y la comarca. A lo largo de los siglos, gran parte de sus habitantes han venido de comarcas tan lejanas como la Carballeda, Sanabria, la Cabrera, Viana o Valdeorras. Después de pasar numerosas veces por el pueblo como dueños de ganado o como pastores, muchos se casaron con mujeres de allí, se afincaron en Sitrama y obtuvieron tierras para sus descendientes.
De la N-525 a su paso por Sitrama parten además dos carreteras provinciales:
- ZA-P-2548: se dirige a Santa María de Valverde, pasando por Santibáñez de Tera. Se empezó a construir en 1924, una vez finalizado el puente sobre el río Tera, que atraviesa en su recorrido.[48]
- ZA-P-2553: se dirige al Puente de la Vizana, a través de Brime de Urz, Villaferrueña, Coomonte y Ozaniego. Se proyectó su construcción a partir de 1925, con la intención de conectar la carretera Benavente-Mombuey con la de Madrid-Coruña.[49] El tramo entre Sitrama y Villaferrueña quedó abandonado durante muchos años, reducido a un camino rural en malas condiciones, hasta que en 2019 se integró en la carretera provincial y se acondicionó el firme.[50]

## Historia

### Prehistoria
La comarca de Benavente es un conjunto de valles formados por varios ríos que bajan desde la Cordillera Cantábrica y Sanabria, lo que ha favorecido la ocupación de sus riberas desde la Prehistoria. Hay numerosos vestigios en los pueblos vecinos de Sitrama,  como los dólmenes neolíticos de Granucillo y Brime de Urz y el yacimiento calcolítico de Las Peñas, en Quiruelas. En este último, sobre una terraza desde la que se domina el Tera, se han descubierto restos de un poblado del 2700 a. C. dedicado a la agricultura, la caza y la fabricación de joyas de variscita que se intercambiaban con los asentamientos vecinos. El poblado está en el borde de Sitramina, en el extremo oriental de Sitrama, donde hay indicios de que existe otro yacimiento que aún no ha sido excavado. Así que un viejo dicho del pueblo, en Sitramina nació Sitrama, tiene trazas de ser verdad. Su mismo nombre (la pequeña Sitrama) indica que antaño fue un lugar habitado, como también se deduce del mencionado mapa de 1782, donde figura como Despoblado de Sitramina. De igual modo, junto al vecino Granucillo existió durante siglos un anejo (hoy despoblado) llamado Granucillino, como también Matillina a escasa distancia de Matilla de Arzón.
Durante la Edad del Hierro (I milenio a. C.), Sitrama y los valles de Benavente pertenecían al territorio de los astures augustanos. La comarca se articulaba en comunidades independientes dispuestas en torno a castros fortificados, situados en un altozano sobre un curso fluvial, desde donde ejercían de refugio y punto central del espacio circundante. Este fue el caso de Brigaecio (Fuentes de Ropel), Las Labradas (Arrabalde) y el Castro de Camarzana de Tera. Es probable que el alto del Castro, al oeste de Sitrama, también albergara un pequeño poblado durante esa época, pero aún no ha sido excavado.

### Edad Antigua

Localización de Sabaria entre los reinos suevo y visigodo en el año 560.

Con la conquista romana, Sitrama y los valles de Benavente se integraron en la provincia Tarraconense hasta finales del siglo III, cuando pasaron a formar parte del Convento Asturicense dentro de la provincia de Gallaecia. Los romanos aprovecharon los antiguos castros para fundar campamentos y villas a sus pies, que se convirtieron en centros de poder desde donde controlar el resto de comunidades. Es el caso de Petavonium (Rosinos de Vidriales), en la vía romana XVII entre Asturica (Astorga) y Bracara (Braga) a través del valle de Vidriales, que nació como un campamento romano que ocupara la Legión X Gemina. En Camarzana surgió una villa cuya influencia se notó en todo el valle medio del Tera, incluida también Sitrama.
En el año 409, las tribus germánicas de suevos, vándalos y alanos invaden la península ibérica y se reparten el territorio entre ellas. La antigua Gallaecia pasó a formar parte del Reino Suevo, cuya expansión inicial acabó frenada por los visigodos en la batalla del río Órbigo en 456, cerca de Astorga. La comarca de Benavente quedó integrada en una tierra fronteriza llamada Sabaria, que comprendía grosso modo el noreste de Portugal y la actual provincia de Zamora. Un siglo después, en el 585, el rey visigodo Leovigildo conquista Sabaria y todo el territorio suevo, que es anexionado al reino visigodo de Toledo.

### Edad Media
Con la invasión musulmana de la península ibérica y la caída del reino visigodo, la comarca de Benavente fue ocupada sin resistencia hacia el año 714. Durante los veinte años siguientes, la comarca estuvo bajo el dominio islámico, y probablemente fue también colonizada por grupos escasos de bereberes procedentes del norte de África. Cuando estos se sublevaron en el 740 contra los dominadores árabes, Alfonso I de Asturias aprovechó para lanzar incursiones que devastaron la región, aunque no llegó a anexionarla. Sitrama quedó incluida en el Desierto del Duero, un enorme territorio entre las cordilleras Central y Cantábrica que ejercía de tierra de nadie entre el reino de Asturias y el Emirato de Córdoba, y sufría periódicos ataques por ambos bandos. Sin embargo, la región no estaba tan despoblada como se creía antaño, sino que seguía habitada por indígenas hispanorromanos y restos de los visigodos.

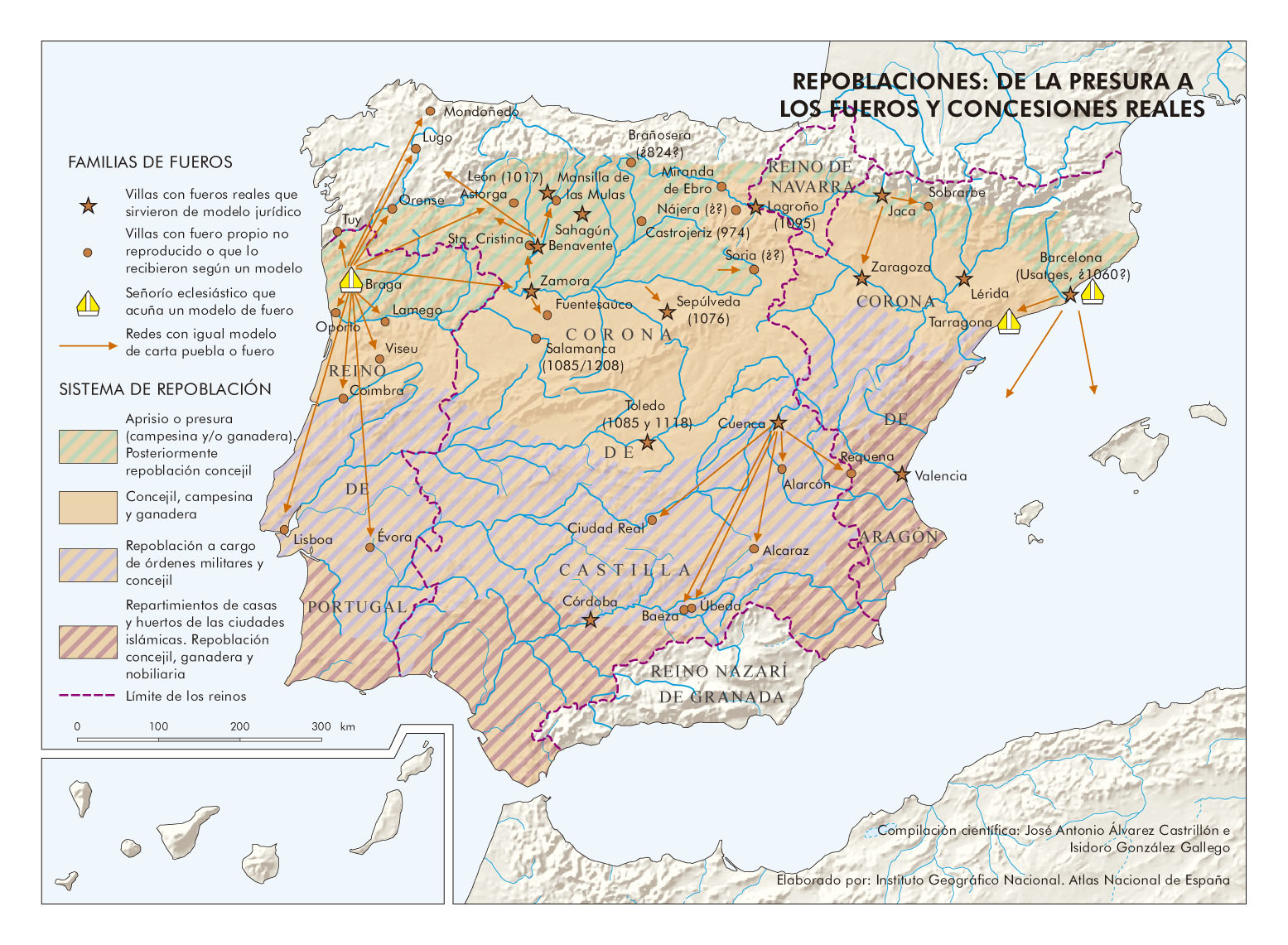
Fases de la repoblación de la península ibérica durante la Edad Media

En el 878, los musulmanes fueron derrotados en la batalla de Polvoraria o Polvorosa, en las cercanías de Benavente. De este modo, Alfonso III de Asturias conquistó por fin el amplio territorio hasta el Duero y comenzó su repoblación con gentes que emigraban de otras partes del reino (Galicia, Asturias, el Bierzo) así como de al-Ándalus. Estos últimos eran los mozárabes: los antiguos habitantes de la península ibérica que vivían bajo el dominio musulmán, y que habían adoptado la cultura de sus conquistadores (lengua, costumbres, comida o vestimenta) salvo la religión, que seguía siendo cristiana. Puesto que en aquel tiempo la sociedad islámica era mucho más avanzada y próspera que la cristiana, los mozárabes se convirtieron en un elemento muy influyente en la repoblación. Su huella es visible en varios topónimos de la comarca de Benavente (Alcubilla de Nogales, Mózar, San Pedro de Ceque, Tardemézar, Villageriz, Villanázar, Villaveza, Zamudia, arroyo Almucera), incluida la propia Sitrama: al oeste del pueblo hay un paraje llamado Valdejerifas o Val de Gerifes, es decir, el Valle del Jerife, un nombre derivado del árabe šarīf «noble». Esa influencia islámica se puede observar también en la onomástica. Los documentos que se conservan de los siglos  siglo IX  al  siglo XI  están plagados de nombres indudablemente árabes: por ejemplo, Gundisalvo ibn Muza, fundador de Castrogonzalo; el conde Nuño Sarracínez, importante personaje de la comarca; y unos hombres llamados Marván, Abzulama, Zuarez, Abdelón y Allup, que efectuaron las primeras donaciones conocidas al monasterio de Santa Marta de Tera.
En el 910, el reino de Asturias se convierte en el Reino de León al trasladar su capital a esa ciudad. Sitrama quedará integrada en esa entidad durante casi mil años, hasta la creación de las modernas provincias en 1833.
En la comarca de Benavente, los monasterios adquirieron una gran importancia como núcleos de articulación territorial y de repoblación. En el río Tera, el principal fue el de Santa Marta, a 6 kilómetros de Sitrama. Fundado en honor a la patrona de Astorga, se hallaba en el Camino Sanabrés a Santiago de Compostela, con lo que atrajo a numerosos peregrinos. Se convirtió en un lugar próspero e influyente, gracias a las sucesivas donaciones de villas y heredades que efectúan los grandes propietarios de la región. Los monarcas favorecieron la explotación de esas tierras con exenciones fiscales, así que fueron surgiendo pequeñas aldeas en las cercanías de los monasterios o en sus posesiones.

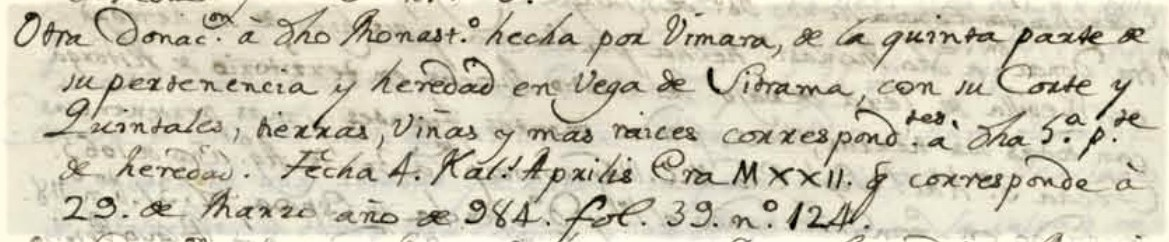
Primera mención conocida a Sitrama: donación del 29 de marzo de 984.

De este modo, la fundación de Sitrama puede datarse en la primera mitad del siglo X. La primera vez que se menciona el pueblo es en un documento del archivo de la Catedral de Astorga fechado el 29 de marzo de 984. Un señor llamado Vimara dona al monasterio de Santa Marta de Tera muchas de sus propiedades en Vega de Sitrama. El original en latín se ha perdido y sólo nos queda una copia traducida muchos siglos después, así que no sabemos cómo se llamaba Sitrama en aquella época.
La siguiente mención es el 25 de octubre de 1063. Una señora llamada Mumadonna, de una importante familia con propiedades por toda la comarca, dona también al monasterio de Santa Marta la sesima de Sitrama con todas sus viñas, tierras, montes y fuentes. Una vez más, sólo se conserva la copia traducida del manuscrito original. La sésima, luego llamada sesma o sexma, era una división administrativa correspondiente a la sexta parte de un territorio, y que comprendía varios pueblos asociados para la administración de bienes comunes.

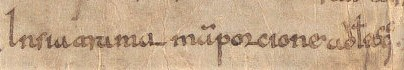
Fragmento del primer documento original en el que se menciona a Sitrama: donación de Pelayo Xemeniz de 1096.

En 1096 aparece el primer documento original en el que se nombra al pueblo, esta vez bajo la forma Siatrama. Un tal Pelayo Xemeniz hace donación al Monasterio de San Benito de Sahagún de una serie de propiedades en diversos pueblos, entre los cuales figura, con las abreviaturas propias del latín jurídico medieval:

In Siatrama mã porcione adĨtegº - In Siatrama mea porcione ad integro [En Siatrama, mi parte por entero]

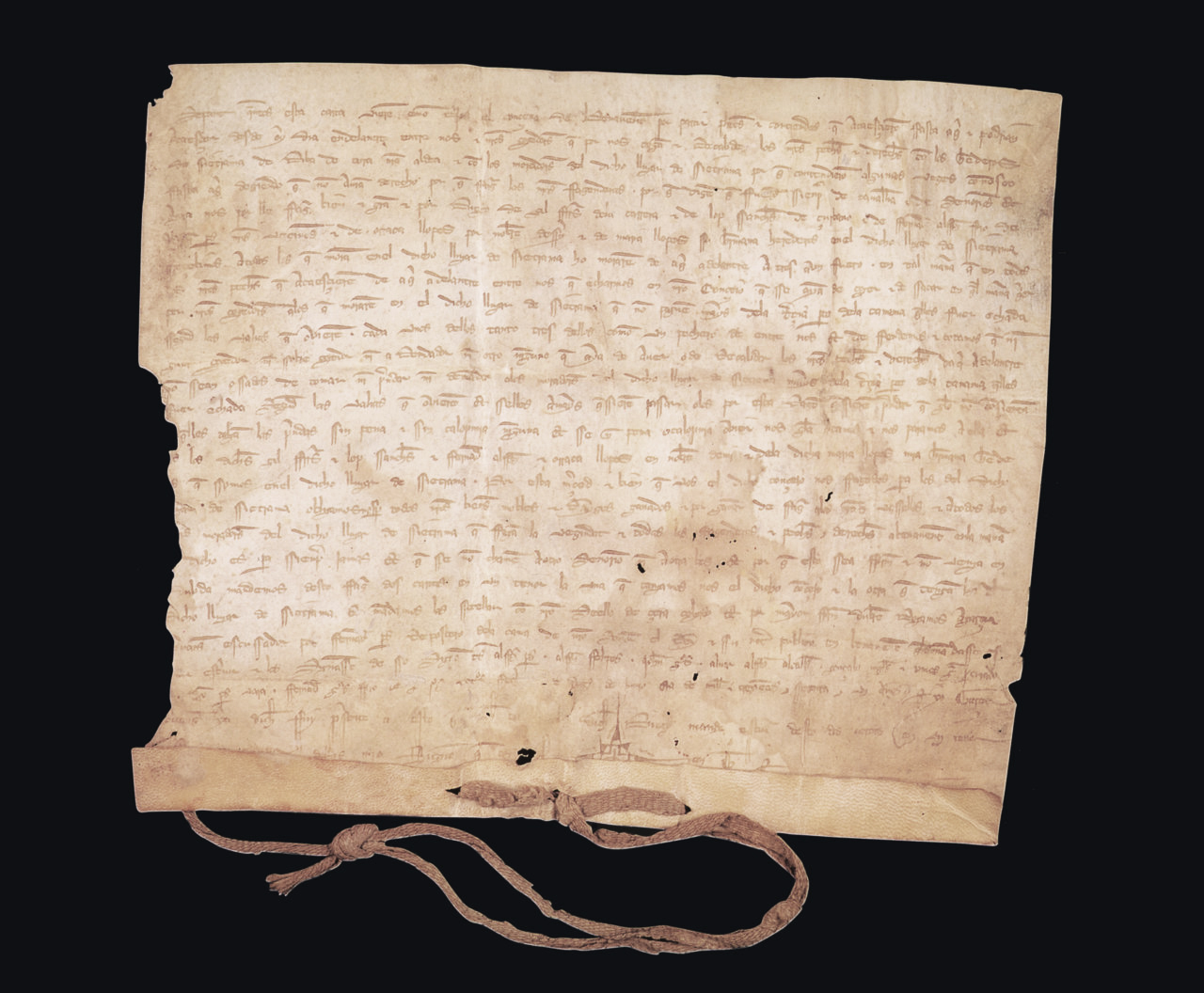
Acuerdo de 1333 del Concejo de Benavente con los vecinos de Sitrama de Tera. La segunda palabra del tercer renglón dice Sietrama, en letra gótica.

En paralelo, la villa de Benavente se va convirtiendo en un poderoso centro económico y administrativo. El punto culminante se produce en 1181, cuando el rey Fernando II de León anexiona prácticamente la actual comarca de los Valles al alfoz de Benavente, que queda configurado en seis merindades: Merindad de Vidriales, Merindad de Valverde, Merindad de la Polvorosa, Merindad de Allende el Río, Merindad de Vega de Villamandos y Merindad de Riba de Tera, que más tarde se subdividió para añadir la Merindad de Tera de Arriba o de la Carballeda. El propósito de crear un territorio tan grande parece ser que fue militar, pues de este modo Benavente se convertiría en una poderosa base desde la que frenar el expansionismo de Portugal por el oeste (que dominaba gran parte de Aliste) y de Castilla por el este (que disputaba a León la Tierra de Campos).
De este modo, tanto Sitrama como el resto de las aldeas pasan a ser administradas directamente por el concejo municipal de Benavente. En esas circunstancias hay que enmarcar un documento original que nos ha llegado sobre cómo se llamaba Sitrama en la Edad Media: una carta del Concejo de Benavente, fechada en 1333, relativa a los moradores de Sietrama de Riba de Tera, donde se aclaran los privilegios y obligaciones entre ambos:

Sepant quantos esta carta vieren conmo nos, el conçeio de Benavente, por partir pleitos e contiendas que acaesçieren fasta aqui e podrian acaesçer desde oy dia entre nos e nuestros cogedores que por nos cogan e recabden los nuestros pechos e derechos, con los herederos de Sietrama de Riba de Tera, nuestra aldea, e con los moradores del dicho lugar de Sietrama, por que contendieron algunas vezes con nosco fasta aqui, deziendo que non auian derecho por que fazer las nuestras fazenderas, por que dizen que fueron sienpre de caualleria e sennorios e agora nos por le fazer bien e graçia e por ruego de Gil Ferrandez de la Carrera e Lop Sanchez de Çurbano e de Fernand Alfonso, fio de Alfonso Perez, nuestros vecinos, e de Orraca Lopez por nombre de sy e de Maria Lopez, su hermana, herederos en el dicho lugar de Sietrama, reçebimos a todos los que moran en el dicho lugar de Sietrama ho moraren de aqui adelantre, a tres a vn fuero, en tal manera que todos los nuestros pechos que acaesçieren de aqui adelantre entre nos que echarmos en nuestro conçeio que se ayan de coger e sacar en qual manera quier por nuestros cogedores, que los que moraren en el dicho lugar de Sietrama, que non paguen mays de la terçia parte de la canama que les fuer echada segund las valias que ovieren cada vno dellos, tanto tres dellos conmo vn pechero de entre nos.

En 1385 el ejército castellano-leonés invadió Portugal pero fue derrotado decisivamente en Aljubarrota. En represalia, un ejército combinado anglo-portugués ocupó Galicia al mando del duque de Lancaster. En marzo de 1387 descendieron por la vereda del Tera para conquistar Benavente. El rey Juan I respondió quemando los campos de Sitrama y las aldeas vecinas y obligando a sus habitantes a refugiarse en Benavente, junto con todos sus ganados, carros, enseres y víveres. El cerco duró dos meses y, aunque causó una gran miseria en la comarca, acabó por fracasar y forzó a los invasores a replegarse. En agradecimiento, el rey concedió la exención de impuestos a todos los que sufrieron el asedio.
En 1398 se crea el Condado de Benavente, a través de la donación que hace el rey Enrique III al noble portugués don Juan Alfonso Pimentel. De esta forma, Sitrama queda integrada dentro de los dominios del señorío. En el inventario de 1444 figuran como propiedad del conde tanto la propia villa de Sitrama (con ese nombre, alternado con Sytrama) como el piélago  de la presa en el río Tera.

### Edad Moderna

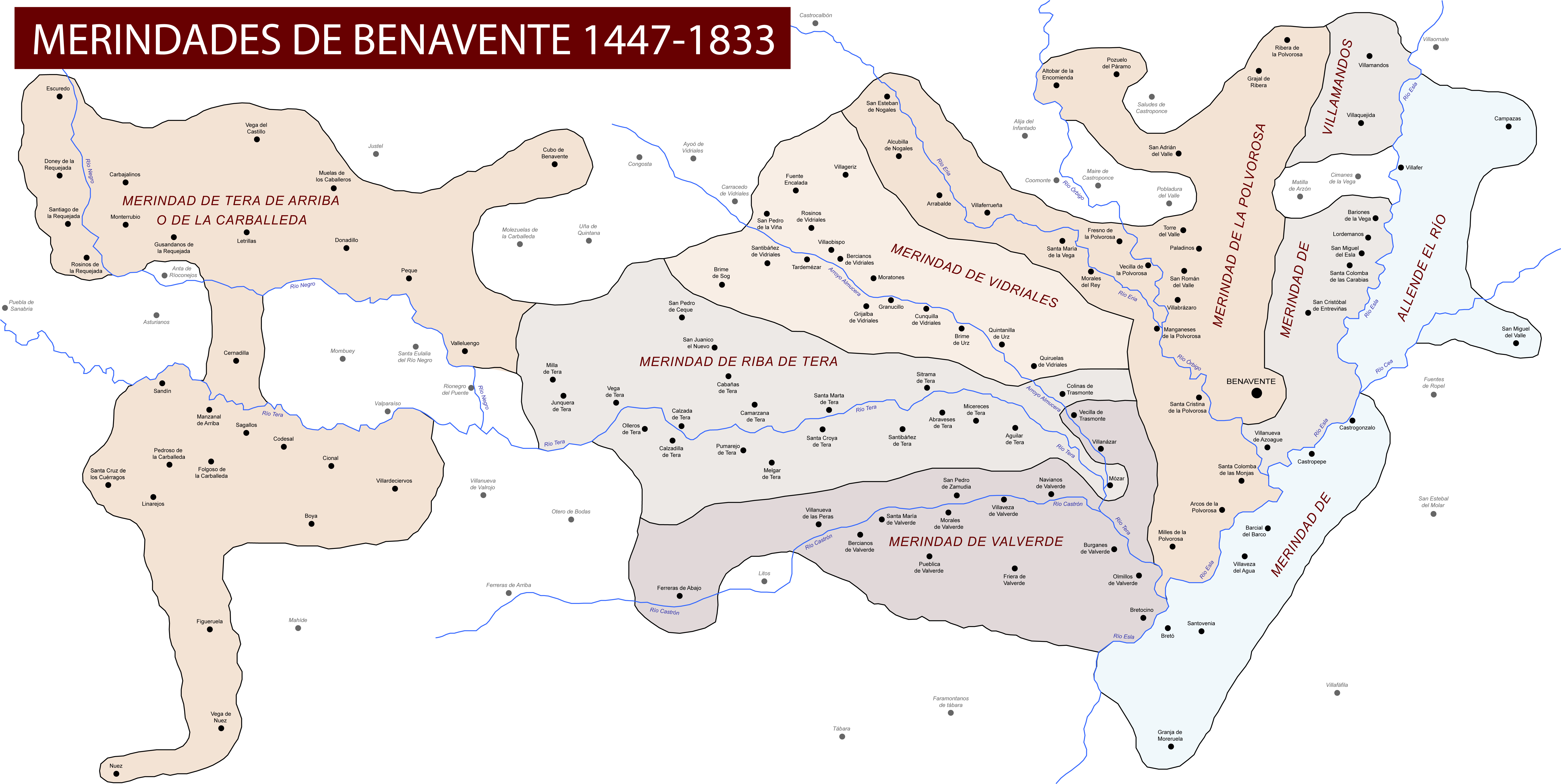
Mapa de las Merindades de Benavente durante la Edad Moderna. Sitrama pertenecía a la Merindad de Riba de Tera.

Durante la Edad Moderna, Sitrama perteneció a la Merindad de Riba de Tera, en la receptoría de Benavente, integrada en la provincia de las Tierras del Conde de Benavente, que era a su vez una entidad autónoma dentro de la provincia de Valladolid.
En el Censo de Pecheros de Carlos I de 1528, Sitrama (escrito Sytrama) figura con 30 vecinos pecheros (padres de familia obligados a pagar impuestos), lo que suponía unos 120 habitantes. En el Censo de los Millones de 1591, el número de vecinos pecheros ha aumentado hasta 34, unos 140 habitantes, con lo que era una de las aldeas más pobladas del valle del Tera.
A partir de ese momento, la crisis general de España durante el siglo XVII se hará sentir también en el pueblo. Según el Censo de la Sal, en 1631 la población bajó drásticamente en Sitrama, que quedó reducida a una diminuta aldea de 26 habitantes.
Durante la guerra de sucesión española, Portugal trató de apoderarse de territorios en Galicia, Zamora y Extremadura. Tras conquistar Puebla de Sanabria y Alcañices, durante 1711 las tropas portuguesas avanzaron por la Vereda Real del Tera hacia Benavente, ocupando y saqueando numerosos pueblos y sembrados. Para frenarlos, Benavente se llenó de tropas a las que había que mantener y alojar, mientras que se reclutó a muchos jóvenes en las aldeas no ocupadas. Todo esto supuso durante varios años un enorme esfuerzo económico y demográfico para la Tierra de Benavente. 68 pueblos de su jurisdicción permanecieron en manos portuguesas hasta el Tratado de Utrecht de 1715. Las consecuencias de esos años de actividad bélica, en forma de pobreza, emigración y descenso de población, duraron hasta mediados del siglo XVIII.
En el Catastro de Ensenada de 1752, la población se ha recuperado hasta los 21 vecinos, lo que supone unos 90 habitantes. Había viñedos, tierras de regadío para lino, y de sembrado de secano para trigo, cebada y centeno, y algunos años se recogían garbanzos y nabos. Apenas había árboles frutales, salvo en cuatro huertecillos que producían peras, manzanas, ciruelas, guindas y melocotones. El pueblo debía pagar cada año 353 reales de vellón, en concepto de salarios de alcaldes y procuradores, mantenimiento de las veredas, limosnas por la liberación de cautivos, e incluso limosnas al hospital de locos de Valladolid. Aparte de eso, había que pagar impuestos, como los pechos y las alcabalas. Y por añadidura, los labradores no cultivaban la tierra en propiedad, sino que debían pagar arrendamiento al obispo de Astorga, el párroco del pueblo, la iglesia parroquial, la cofradía de la ermita, diversas capellanías, varios conventos de Benavente y Zamora, y por supuesto el conde de Benavente, que era además dueño del río Tera y cobraba derechos de riego y de pesca. Todos los vecinos eran labradores, salvo dos clérigos, un tabernero y un herrero; no había molineros, jornaleros ni pastores. Hay también que resaltar que, según el Catastro, en 1752 ya existían los mismos microtopónimos de hoy: Sitramina, los Linares, el Castro, la Vega, Valdeliebres, Valdelatorre, las Mangas, los Lomos, los Arenales, los Barriales, el Pericón, el Cepo, las Tamaricas, los Arrotos, el valle de Santa Olaya, etc., e incluso la calle Real, la de la Iglesia y la Callejina.
Consta que en 1752 Sitrama cuenta con un alcalde pedáneo. Hay que tener en cuenta que esa denominación no corresponde a la actual, sino que se refiere a un cargo antiguo, también llamado alcalde ordinario de las aldeas: era un oficial de la Administración de Justicia que ejercía su jurisdicción en las aldeas, dependientes de villas y ciudades.
A medida que avanza el siglo XVIII la población va en aumento: en el censo del Conde de Aranda de 1768, Sitrama cuenta con 114 habitantes, mientras que en el censo de Floridablanca de 1787 ha subido hasta los 143 habitantes.

### SigloXIX

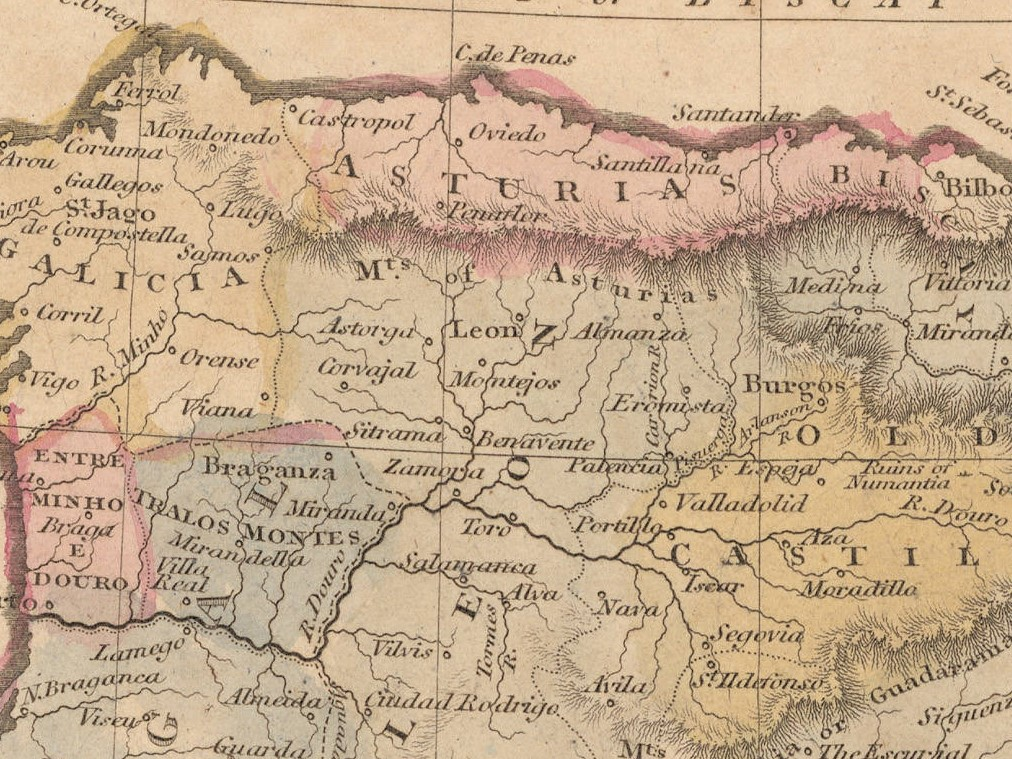
Detalle del mapa Spain and Portugal, de W. H. Lizars (1817). Sitrama aparece como una población importante, al mismo nivel que Zamora, Valladolid o Salamanca.

Durante la Guerra de Independencia, el valle del Tera fue objeto de continuas escaramuzas entre los soldados franceses, acantonados en Benavente, y las tropas españolas apoyadas por los guerrilleros, que controlaban Galicia y la Puebla de Sanabria. Hubo numerosos encuentros armados en las cercanías de Sitrama, como el que tuvo lugar en Santa Marta el 23 de octubre de 1810.
Superado el conflicto bélico, la población vuelve a recuperarse. En 1827 Sitrama tenía 36 vecinos, lo que supone 138 habitantes. Seguía contando con alcalde pedáneo y tenía un pósito y casa de postas con cuatro caballos. Situada a orillas del Tera, que corre de oeste a este por una dilatada vega, fértil en trigo, lino y cáñamo, cuyos últimos artículos venden en rama a gallegos y portugueses. Se cultiva el trigo y se hace bastante cría de ganado lanar.
Al reestructurarse las provincias y crearse las actuales en 1833, Sitrama de Tera pasó a formar parte de la provincia de Zamora, dentro de la Región Leonesa, quedando integrada en 1834 en el partido judicial de Benavente.
De acuerdo con el Diccionario geográfico-estadístico-histórico de España y sus posesiones de Ultramar de Pascual Madoz, en 1849 Sitrama de Tera ya contaba con ayuntamiento propio. Tenía 32 casas, con una población de 43 vecinos (padres de familia) y un total de 170 habitantes. El terreno era de buena calidad y de regadío, proporcionado por las aguas del río Tera. Producía centeno, trigo y pastos. Criaba ganado lanar y cabrío, así como pesca de truchas.

### SigloXX
Los primeros años del siglo XX fueron de profunda crisis económica y social en toda España, incluida la comarca de Benavente. Una serie de sequías y lluvias persistentes arruinan las cosechas, con lo que miles de jornaleros se quedan sin medios para sobrevivir al crudo invierno. Las calles se llenan de gente en la extrema miseria que exige pan y trabajo. Reclaman que se repartan los montes y praderas comunales, a fin de sembrar productos para consumo propio. Ante la negativa de los labradores y ganaderos, que usan esas tierras para leña y pastos, muchos vecinos las ocupan y roturan por su cuenta en una oleada que se extiende por toda la provincia. Los alcaldes responden con multas, denuncias y enviando a la Guardia Civil, lo que desemboca en tensión y violencia. Varios desastres naturales, como las mencionadas riadas de 1909, agravan la situación y empujan a familias enteras a emigrar. Cientos de personas se congregan cada semana en Benavente para subir a los trenes que los llevan a los puertos de Vigo y La Coruña, donde embarcan para Argentina y otros países de América.

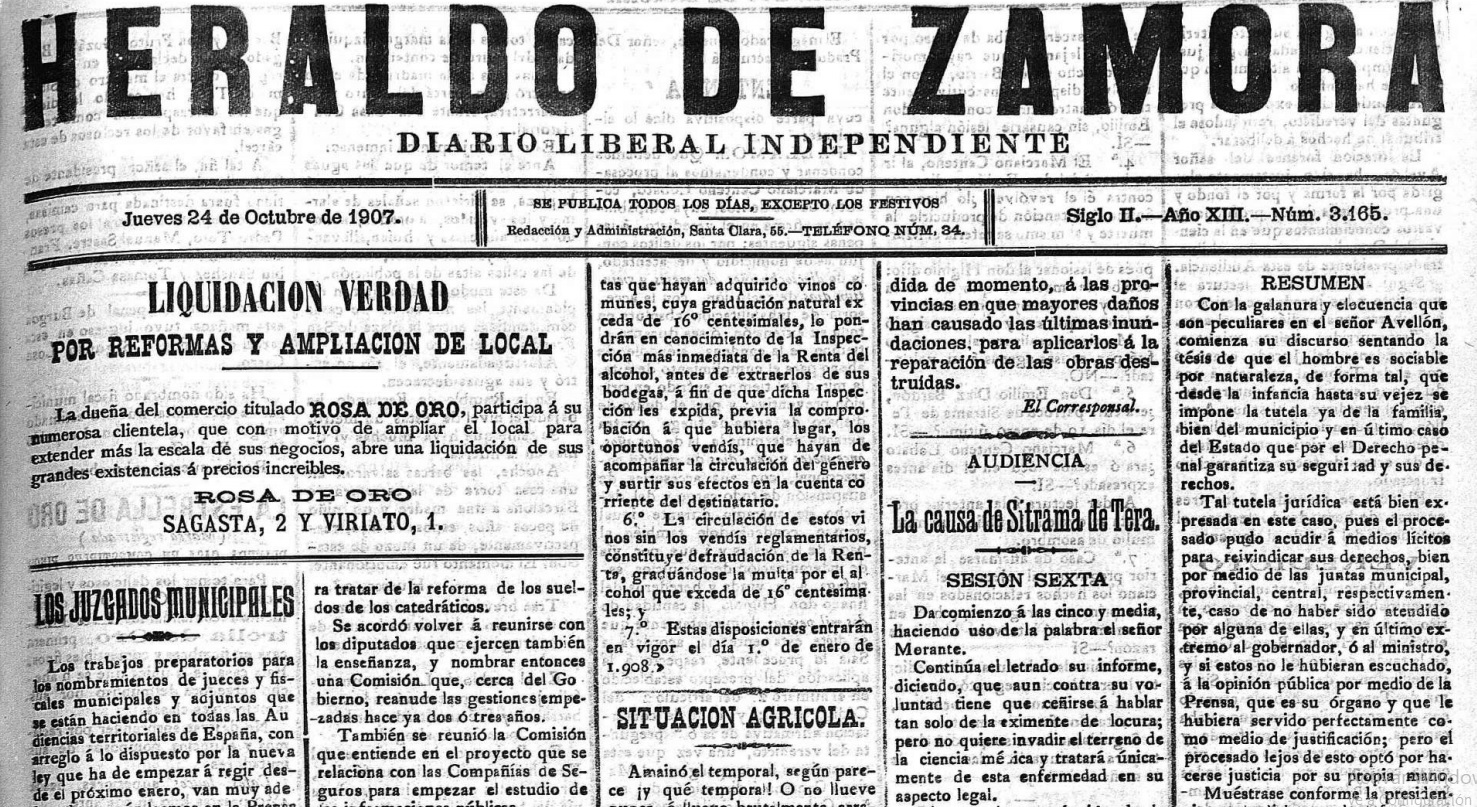
Una de las múltiples portadas que la prensa dedicó a todas las sesiones de La Causa de Sitrama de Tera

En medio de ese enfrentamiento social, tuvo lugar la que se podría llamar la Crónica Negra de Sitrama, puesto que el pueblo ocupó con frecuencia las páginas de sucesos y tribunales. El caso más notorio tuvo lugar en 1907, cuando el maestro de escuela, tras varios meses de mutua hostilidad, asesinó al juez de paz y trató de matar también al párroco del pueblo. Aparte del morbo, el público lo vio como una guerra por la instrucción pública, dividida entre el laicismo republicano y las fuerzas monárquicas y clericales. Por todo ello, tanto el crimen como el posterior juicio recibieron una gran repercusión por parte de la prensa, incluida la de Madrid, que dedicó amplios titulares a «El Crimen de Sitrama de Tera».

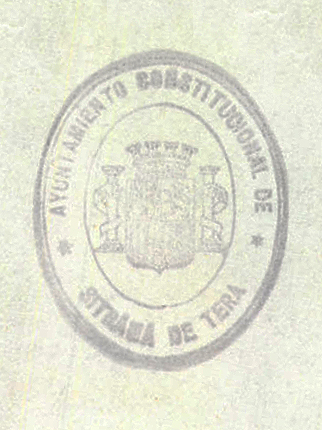
Sello del ayuntamiento de Sitrama de Tera durante la Segunda República.

Veinte años después, en 1928, el «Crimen de los concejales» devolvió a Sitrama a la primera página de los periódicos. A las rencillas personales se unieron las tensiones políticas, fruto de la explosiva situación de enfrentamiento durante los últimos años de la Dictadura de Primo de Rivera. Una discusión trivial por la correspondencia derivó en una pelea sangrienta en el ayuntamiento, con el resultado de que el alcalde recién destituido intentó matar al alcalde recién elegido, y acabó matando a su predecesor.
Sitrama, como el resto de los pueblos de la comarca de Benavente y los Valles, tuvo hasta mediados del siglo XX una población casi exclusivamente campesina, dedicada a una agricultura intensiva en explotaciones familiares autárquicas. La mayoría de los vecinos eran propietarios de sus tierras, pero el reducido tamaño de estas y su dispersión apenas permitían superar el umbral de la subsistencia. La expansión de la superficie de regadío aumentó tanto la producción como la rentabilidad, pero también provocó un incremento extremo de las larguísimas jornadas de labor en el campo, que ahora duraban todo el año. Y como dedicaban todo el producto al consumo familiar, el resultado era que trabajaban hasta el agotamiento sin elevar su bajo nivel de vida. Esta vida de enormes sacrificios y nada que hacer ni comprar en el escaso tiempo libre, en el corto horizonte de un pueblo pequeño y mal comunicado sin apenas servicios públicos, donde había luz en las casas pero no traída de agua ni alcantarillado, había sido antaño muy valorada como ejemplo de «austeridad». Sin embargo, ya no satisfacía a las nuevas generaciones: las noticias que oían en la radio, y los testimonios de los primeros emigrantes, les hacía ansiar otra forma de vida en las ciudades, donde el trabajo les brindase el acceso a electrodomésticos, diversiones y mejor educación para sus hijos.
El malestar encontró su válvula de escape con el Plan de Estabilización de 1959: se concedió la primacía al desarrollo de la industria y de los servicios, relegando a la agricultura, y se fomentó la concentración espacial de las actividades económicas en unos pocos sitios escogidos, con el consiguiente abandono de lás áreas periféricas. Todo ello necesitaba una inmensa cantidad de mano de obra, lo que provocó en Sitrama la emigración, el éxodo rural y el despoblamiento acelerado.
Las consecuencias de todo ello se sintieron el 13 de octubre de 1971, el día más importante de la época reciente del pueblo. En esa fecha se aprobó la disolución del municipio de Sitrama de Tera y su «incorporación voluntaria» al de Santibáñez de Tera, con lo que se puso fin a una historia de más de 130 años como ayuntamiento propio. En 1987 Sitrama fue constituida como Entidad Local Menor de dicho municipio.

Los Ayuntamientos de Sitrama de Tera y Santibáñez de Tera, de la provincia de Zamora, acordaron con el "quorum" legal solicitar y aceptar respectivamente la incorporación del primero de los Municipios mencionados al segundo, motivándola en su limitada capacidad económica para atender en debida forma los servicios mínimos obligatorios impuestos por la Ley de Régimen Local.
BOE núm. 245, de 13 de octubre de 1971

## Demografía
| Gráfica de evolución de Sitrama de Tera entre 1752 y 2020 |
|                                                           |
| Fuente: Instituto Nacional de Estadística de España INE   |

Durante la primera mitad del siglo XX la evolución demográfica de Sitrama, como la de toda la comarca de Benavente y los Valles, había sido ascendente pero inferior al crecimiento natural, lo que indica un apreciable movimiento migratorio.
A partir de 1950 la población cae bruscamente, debido a un fuerte incremento de la emigración. Este proceso se acelera en la década de 1960, con una pérdida de población del 25%. La inmensa mayoría de los emigrantes son jóvenes, y sus destinos principales son:
- 35% al extranjero, casi toda a Francia y Alemania, aunque suele ser una emigración temporal: las mujeres se quedan en la comarca, mientras el marido y los hijos van y vienen al extranjero para ganar dinero. A veces acaban regresando los padres, mientras que los hijos se quedan en el extranjero.

- 19% al País Vasco
- 12% a Benavente y Zamora capital
- 9% a Madrid
- 8% a Valladolid y León
- 6% a Cataluña
- 5% a Asturias

Esto supone la pérdida de casi toda la población activa. A partir de 1970, el descenso será sostenido, del 15% cada diez años, debido al envejecimiento. Entre 2001 y 2008 el municipio de Santibáñez de Tera fue el octavo que más población perdió en toda la provincia de Zamora.
La despoblación creció vertiginosamente a partir de 2010, con una pérdida del 30% por la falta de nacimientos. En 2022 Sitrama contaba con 115 habitantes: 60 hombres y 55 mujeres.

## Patrimonio
Su iglesia parroquial, dedicada a San Miguel, es una mezcla de varios estilos. La portada es gótica tardía, de comienzos del siglo XVI, con un arco de medio punto decorado con roscas de bolas. Un gran arco gótico del siglo XV sirve de divisorio entre el presbiterio y la nave. Frente a la entrada cuelga una escultura de Cristo Crucificado del siglo XVIII, posiblemente de la escuela de Gregorio Español debido a la singularidad de su musculatura y la policromía. Todo el presbiterio está cubierto por un suntuoso artesonado mudéjar del siglo XIII, labrado en madera vista, de forma octogonal con lacería decorada con motivos geométricos, y que termina en la parte superior con un mocárabe compuesto por más de mil piezas. El coro es del siglo XVI y su antepecho está decorado con motivos barrocos. El retablo mayor es neoclásico, y en él se asientan la talla de San Miguel, del siglo XVIII, flanqueado por las imágenes de San Antonio Abad y San Antonio de Padua. En el ala izquierda hay una capilla con otro retablo barroco tardío, del 1738 como se data en una viga de su asiento, y donde se encuentra la imagen de la Virgen del Rosario. También sobresale la torre del campanario dotada de muy agudo remate. Tanto en el exterior como en un rincón de la iglesia hay trabajo en forja firmado por uno de los hermanos Gallego Neira, del dúo musical "Los 2 españoles", que son naturales de Sitrama.

También destaca la ermita del Cristo de la Vera Cruz, reconstruida en los años 80.
|                                             |
| Iglesia parroquial de San Miguel en Sitrama |

|                                             |
| Iglesia parroquial de San Miguel en Sitrama |

|                                |
| Atrio de la iglesia de Sitrama |

|                                           |
| Portada gótica con un arco de medio punto |

|                                          |
| Coro del siglo XVI con antepecho barroco |

|                                      |
| Detalle del retablo mayor neoclásico |

|                                                      |
| Ermita del Cristo de la Vera Cruz, en el Camino Real |

## Fiestas
Sitrama de Tera celebra las fiestas de La Octava, el 14 de junio, así como San Miguel, el 29 de septiembre.

## Personas destacadas
- «Los 2 españoles», dúo musical de los años 70.